# Murray Brumwell
James Murray Brumwell (Kanada, Alberta, Calgary, 1960. március 31. –) profi jégkorongozó.

## Karrier
Komolyabb junior karrierjét 1977-ben kezdte. Ebben az évben három csapatban is megfordult. 1978-ban a WHL-es Billings Bighornsba került két évre. 1980–1981-ben egy mérkőzésen pályára lépett a Minnesota North Stars színeiben az NHL-ben. A szezon többi részét a CHL-es Oklahoma City Starsban töltötte. A következő szezonban már többet játszott az NHL-ben, de ekkor is leküldték a Nashville South Stars. 1982-ben a New Jersey Devilshez került, ahol több mint fél idényt játszott, végül leküldték a CHL-es Wichita Wind csapatába. A következő idényben fél szezont a Devilsben töltött, de az elkövetkező másfél évben csak a AHL-es Maine Marinersban játszott. 1985-ben egy mérkőzésen lépett jégre a New Jersey Devilsben és megint a Maine Marinersban találta magát. A következő szezonban ugyanez történt vele. 1987-ben három mérkőzésen húzhatta magára a Devils mezét. Másfél szezont az Utica Devilsben töltött, végül két évet töltött a New Haven Nighthawksban, mikor 1991-ben visszavonult.

## Díjai
- AHL Második All-Star Csapat: 1988
- Calder-kupa: 1984